# Селенски, Пейдж
Пейдж Селе́нски (англ. Paige Selenski, 30 июня 1990, Кингстон, Пенсильвания, США) — американская хоккеистка (хоккей на траве), нападающий. Участница летних Олимпийских игр 2012 года, серебряный призёр Панамериканского чемпионата 2013 года, двукратная чемпионка Панамериканских игр 2011 и 2015 годов.

## Биография
Пейдж Селенски родилась 30 июня 1990 года в американском городе Кингстон в штате Пенсильвания.
В 2008 году окончила среднюю школу Далласа, в 2013 году — университет Вирджинии. Выступала за его команду по хоккею на траве.
Дважды выигрывала золотые медали хоккейных турниров Панамериканских игр — в 2011 году в Гвадалахаре и в 2015 году в Торонто.
В 2012 году вошла в состав женской сборной США по хоккею на траве на летних Олимпийских играх в Лондоне, занявшей 12-е место. Играла на позиции защитника, провела 6 матчей, забила 1 мяч в ворота сборной Бельгии.
В 2013 году стала бронзовым призёром Панамериканского чемпионата.
В 2017 году завершила выступления за сборную США.
В течение карьеры провела за сборную США 142 матча.